# Рыбин, Василий Николаевич
Василий Николаевич Рыбин (10 ноября 1928 — 3 сентября 1984) — передовик советского сельского хозяйства, председатель колхоза имени Ильича Старорусского района Новгородской области, Герой Социалистического Труда (1971).

## Биография
Родился в 1928 году в деревне Большое Орехово Старорусского района Ленинградской области, в крестьянской русской семье.
В 1941 году завершил обучение в 6 классов школы. В годы Великой Отечественной войны был угнан немцами на работы, освобождён в городе Валга Эстонской ССР.
С 30 сентября 1944 года стал работать в колхозе «Политотдел» Наговского сельсовета Старорусского района. В январе 1945 года направлен на разминирование полей района, в марте — мае 1945 года прошёл курсы минёра. 31 мая 1945 года был ранен при разминировании, находился в госпитале в городе Боровичи. С июня 1945 года вновь работал в колхозе «Политотдел».
В марте 1951 года назначен заведующем фермой укрупнённого колхоза «Парижская коммуна», в декабре 1952 года назначается председателем этого колхоза, с апреля 1954 года — бригадир комплексной бригады и заведующий молочно-товарной фермой колхоза, а с февраля 1957 по январь 1961 года — вновь председатель колхоза «Парижская коммуна».
С мая 1961 по декабрь 1962 года работал секретарём парторганизации колхоза «Россия» Старорусского района.
С января 1964 по январь 1969 года назначен на должность председателя колхоза «Путь к коммунизму», а с января 1969 года — председатель колхоза имени Ильича Старорусского района.
Колхоз одним из первых в районе широко применил подстилочный торф, аммиачную воду. За пятилетку урожайность зерновых по хозяйству возросла на 7,5 центнера с гектара (по району — 3,2 центнера), значительно увеличилась урожайность картофеля и других сельскохозяйственных культур. Тракторный парк колхоза за пятилетку увеличился почти вдвое. За 2 года построено 3 четырёхквартирных жилых дома для молодых семей, введено 10 километров дорог.
Указом Президиума Верховного Совета СССР от 8 апреля 1971 года за выдающиеся успехи, достигнутые в развитии сельскохозяйственного производства и выполнении пятилетнего плана продажи государству продуктов земледелия и животноводства Василию Николаевичу Рыбину было присвоено звание Героя Социалистического Труда с вручением ордена Ленина и медали «Серп и Молот».
В 1974 году окончил Валдайский совхоз-техникум.
Проживал в деревне Пеньково Старорусского района. Умер 3 сентября 1984 года. Похоронен на Наговском сельском кладбище.

## Награды
За трудовые успехи был удостоен:
- золотая звезда «Серп и Молот» (08.04.1971)
- орден Ленина (08.04.1971)
- Орден Октябрьской Революции (11.12.1973)
- Орден Знак Почёта (23.06.1966)
- Медаль «За отвагу» (27.02.1947)
- другие медали.

Почётный гражданин города Старая Русса.